# Доронин, Александр Владимирович
Александр Владимирович Доро́нин (род. 25 марта 1976) — российский актёр театра и кино, режиссёр.

## Биография
Родился 25 марта 1976 года в Саратове. С детства участвовал в спектаклях театра детского и юношеского творчества «Молодая гвардия» (ДТДиМ им. О. П. Табакова). В 1997 году окончил Театральный институт Саратовской государственной консерватории им. Собинова (курс А. Галко). В 2001 году окончил ГИТИС (курс А. Бородина) и был зачислен в труппу Российского академического молодёжного театра, где работает до настоящего времени.
В 2008 году попробовал себя в качестве режиссёра, поставив спектакль «Платонов. III акт», который стал премьерой для Чёрной комнаты и открыл «Ночной проект» РАМТа.
В 2012 году на маленькой сцене РАМТа поставил спектакль «Шатов. Кириллов. Петр» по произведению Достоевского «Бесы».
В 2018 году в рамках второй творческой лаборатории «Видимоневидимо» в Саратовском театре драмы представил эскиз спектакля «Гражданин фиолетовой республики» по пьесе Геннадия Шпаликова.
В 2019 году 8 июля в рамках третьей творческой лаборатории «Видимоневидимо» представил спектакль «Свидетельские показания» по пьесе Дмитрия Данилова.
В 2021 году представил в Саратовском театре драмы постановку по пьесе Алексея Слаповского «Две матери, две дочери».
В 2022 году в качестве преподавателя Мастерской народного артиста РФ А. Блохина (ГИТИС) поставил на сцене РАМТа спектакль «Свидетельские показания» по пьесе Дмитрия Данилова.

## Творчество

### Театр

#### Архивные спектакли
- «Рождество в доме Купьелло» Э. Де Филиппо. Режиссёр: Сергей Пускепалис — Нинилло[5]
- «День отдыха» В. Катаева. Режиссёр: Елена Долгина
- «Таланты и поклонники» А. Н. Островского. Режиссёр: Алексей Блохин
- «"Мещане" — IV акт» М. Горького. Режиссёр: Николай Дручек
- «Дневник Анны Франк». Режиссёр: Алексей Бородин — Питер (Премия «Московские дебюты»)
- «Марсианские хроники» Р. Брэдбери. Режиссёр: Алексей Бородин — Майкл[6]
- «Сон с продолжением» С. Михалкова. Режиссёр: Алексей Бородин, Михаил Кисляров
- «Принц и нищий» М. Твена. Режиссёр: Николай Крутиков — Том Кенти
- «Forever» по А. Ибсену. Режиссёр: Райво Трасс — Палли
- «Бескорыстный убийца» Э. Ионеско. Режиссёр: Константин Богомолов — Беранже[7]
- «Думайте о нас» Е. Клюева. Режиссёр: Владимир Богатырëв — шут
- «Идиот» Ф. М. Достоевского. Режиссёр: Режис Обадиа — Ипполит
- «Берег утопии». 1 часть. Путешествие. Режиссёр: Алексей Бородин — Николай Станкевич
- «Берег утопии». 3 часть. Выброшенные на берег. Режиссёр: Алексей Бородин — Маццини, Николай Чернышевский
- «Приключения Тома Сойера» М. Твена. Режиссёр: Д. Крейни — Джо Харпер
- «Лоренцаччо» А. де Мюссе. Режиссёр: Алексей Бородин — Козимо Медичи
- «Стеклянный зверинец» Т. Уильямса. Режиссёр: Александр Огарёв — Том
- «Приглашение на казнь» В. В. Набокова. Режиссёр: Павел Сафонов — Шурин-остряк
- «Rock’n’roll» Т. Стоппарда. Режиссёр: Адольф Шапиро — Милан
- «Ничья длится мгновение» И. Мераса. Режиссёр: Миндаугас Карбаускис — Касриэл Липман[8]
- «Демократия» М. Фрейна. Режиссёр: Алексей Бородин — Райнхард Вильке
- «Последние дни» М. Булгакова, А. Пушкина, Б. Акунина. Режиссёр: Алексей Бородин — Богомазов; Борис Голицын
- «Северная одиссея» по киносценарию П. Луцика, А. Саморядова. Режиссёр: Екатерина Гранитова — Александр Степанович Сафронов
- «Эраст Фандорин» Б. Акунина. Режиссёр: Алексей Бородин — Ахтырцев

#### Текущий репертуар
- 2010 — «Чехов-GALA» по одноактным пьесам А. П. Чехова. Режиссёр: Алексей Бородин — Иван Васильевич Ломов («Предложение»); Ять («Свадьба»)
- 2013 — «Цветы для Элджернона» Д. Киза. Режиссёр: Юрий Грымов — Барт
- 2014 — «Нюрнберг» по киносценарию Эбби Манна. Режиссёр: Алексей Бородин — Перкинс
- 2019 — «Оборванец» М. Угарова. Режиссёр: Владимир Мирзоев — Лёша
- 2021 — «Я убил царя» О. Богаева. Режиссёр: Владимир Мирзоев — Шофёр / Офицер / Комиссар Ермаков
- 2021 — «Горе от ума» А. Грибоедова. Режиссёр: Алексей Бородин — Репетилов
- 2022 — «Душа моя Павел» А. Варламова. Режиссёр: Алексей Бородин — Семибратский
- 2022 — «Вишнёвый сад» А. П. Чехова. Режиссёр: Микита Ильинчик — Лопахин
- 2023 — «Леопольдштадт» Т. Стоппарда. Режиссёр: Алексей Бородин — Людвиг

#### Режиссёрские работы
- 2008 — «Платонов. III акт» по А. П. Чехову[9]
- 2012 — «Шатов. Кириллов. Пётр» по «Бесам» Ф. М. Достоевского[10][11][12] (II Всероссийский фестиваль "Волжские театральные сезоны" - награда За лучший режиссёрский дебют)
- 2013 — «Цветы для Элджернона» по Д. Кизу (ассистент режиссёра)[13]
- 2021 — «Две матери, две дочери» по А. Слаповскому[4]
- 2022 — «Свидетельские показания» по Д. Данилову

#### Радиоспектакли
- 2007 — «Очень страшная история» А. Алексина — Андрей, «Принц датский»
- 2010 — «Юрий Милославский, или Русские в 1612 году» М. Загоскина — Знакомец / Пан Тышкевич
- 2011 — «Король Лир» У. Шекспира — Эдгар, сын Глостера[14]
- 2015 — «Бегущая по волнам» А. Грина — Синкрайт / житель Гельвью[15]

### Фильмография
- 1992 — Сон господина Экономиди — юнкер Жоржик
- 2005 — Сон слепого человека — Павел
- 2005 — Неотложка 2 (серии 3 и 7) — Сергей
- 2007 — Короли игры (серия 12) — Коля
- 2009 — Небо на земле. Александро-Невская Лавра (документальный) — ведущий
- 2010 — Поп — отец Георгий Бенигсон
- 2010 — Шахта (телесериал) — Антон Куприянов, майор МВД
- 2012 — Одесса-мама — Толян, агент под прикрытием
- 2015 — «Number one (короткометражный)» — Журналист
- 2015 — Клинч — школьный охранник
- 2015 — Рая знает (серия 5) — сотрудник ГИБДД
- 2016 — Следователь Тихонов — врач
- 2016 — Анна-детективъ (Фильм №6. Месть) — в титрах не указан
- 2016 — Большие деньги — Илья Савельев, старший оперуполномоченный уголовного розыска
- 2016 — Шакал (серия 5) — старший лейтенант Назаров
- 2017 — Демон революции — Крылов
- 2017 — Парфюмерша-3 (серия 4) — Миша
- 2018 — Синичка — Олег Харитонов
- 2019 — Стажёры — Токарев
- 2019 — Тест на беременность-2 — Валерий Ведерников, отец Леры
- 2019 — Рая знает всё! — Толкачёв
- 2019 — Простой карандаш — Андрей Воронов
- 2020 — Перевод с немецкого — Мкртчихин
- 2020 — Старые кадры — Николай Гирëв, инвалид
- 2021 — Топи — капитан Козлов М.А, участковый
- 2022 — Диверсант. Идеальный штурм — Отто Ляш
- 2022 — Стая  — Игорь Алексеевич
- 2023 — Операция «Престол» — Мкртчихин
- 2023 — Разрешите обратиться — Сергей
- 2023 — Первокурсницы — Кирилл
- 2023 — Цикады — Михаил Дмитриев, отец Кати
- 2023 — Семь минус один — Сергей Аркадьевич Исыпов, учёный-африканист
- 2023 — Этюды о свободе II — Виктор
- 2023 — Простая проверка (короткометражный) — в производстве
- 2023 — Времена года — врач скорой помощи
- 2024 — 10 дней до весны — Шахматист
- 2024 — Вы меня видели? — Пётр, следователь
- 2024 — Игры — Василий Борисович
- 2024 — Преступление и наказание — отец невесты
- 2024 — 13 клиническая. Начало — Алик 2
- 2024 — Ветер — в производстве
- 2024 — Город Брежнев — в производстве
- 2025 — Хирург — Куранчев

#### Озвучивание
- 2004 — «Марина Цветаева. Страсти по Марине»
- 2003 — «Люди Икс 2» — Джон Аллердайс / Пиро
- 2006 — «Нечетнокрылый ангел. Фильм о Павле Челищеве»
- 2012 — «XCOM: Enemy Unknown (+ Enemy Within)»[16]
- 2014 — «Война и мифы»
- 2016 — «Tom Clancy’s The Division»
- 2019 — «Star Wars: Battlefront»
- 2019 — «Battlefield: Hardline»
- 2019 — «Tom Clancy’s The Division 2»
- 2020 — «Avengers» (игра, 2020)
- 2022 — «World of Warcraft: Dragonflight»[17]